# هوارد كاري
هوارد كاري (بالإنجليزية: Howard Cary)‏ هو مهندس أمريكي، ولد في 3 مايو 1908 في لوس أنجلوس في الولايات المتحدة، وتوفي في 20 ديسمبر 1991 في أورانج في الولايات المتحدة بسبب ذات الرئة.